# Cúp bóng đá Nam Mỹ 2016
Cúp bóng đá Nam Mỹ 2016, tên chính thức là Copa América Centenario (tiếng Bồ Đào Nha: Copa América Centenário, tiếng Pháp: Coupe Amérique Centennaire, tiếng Anh: Centennial Cup America; nghĩa đen là Cúp châu Mỹ Thế kỷ), là giải đấu bóng đá tổ chức tại Hoa Kỳ vào năm 2016. Giải đấu được tổ chức đặc biệt nhằm kỷ niệm 100 năm ra đời của Liên đoàn bóng đá Nam Mỹ CONMEBOL và giải đấu Copa América. Đây cũng là giải đấu đầu tiên diễn ra ngoài khu vực Nam Mỹ.
Giải đấu ra đời là một phần trong thỏa thuận giữa CONMEBOL và CONCACAF (Liên đoàn bóng đá Bắc, Trung Mỹ và Caribe) để tạo ra một phiên bản Copa América đặc biệt (giải đấu lần thứ 45 kể từ năm 1916), và mở rộng lên 16 đội (bình thường chỉ có 12), với 10 đội từ CONMEBOL và 6 đội từ CONCACAF. Đội vô địch giải đấu này vẫn được ghi nhận danh hiệu như các giải Copa América trước đó, nhưng không thay thế đương kim vô địch của 2015 là Chile tham dự Cúp Liên đoàn các châu lục 2017.
Đương kim vô địch Chile bảo vệ thành công ngôi vô địch sau khi vượt qua đội tuyển Argentina với tỉ số 4–2 bằng loạt đá luân lưu 11m sau 120 phút thi đấu chung kết với tỉ số hòa không bàn thắng.

## Kế hoạch
Tháng 2 năm 2012, Alfredo Hawit, quyền chủ tịch CONCACAF khi ấy, thông báo rằng có thể có một giải đấu diễn ra vào năm 2016, nhằm kỷ niệm 100 năm thành lập của CONMEBOL. Chủ tịch CONMEBOL Nicolás Leoz cũng từng nói "Hy vọng chúng tôi có thể tổ chức một sự kiện lớn, bởi chúng tôi có lịch sử 100 năm và chúng tôi mừng nó thật lớn."
Giải đấu được CONMEBOL công bố ngày 24 tháng 10 năm 2012  và xác nhận bởi CONCACAF ngày 1 tháng 5 năm 2014.
Ngày 26 tháng 9 năm 2014, FIFA thông báo giải đấu nằm trong Lịch thi đấu Quốc tế của FIFA, có nghĩa là các câu lạc bộ phải để cầu thủ của họ trở về đội tuyển cho giải đấu.

## Cúp

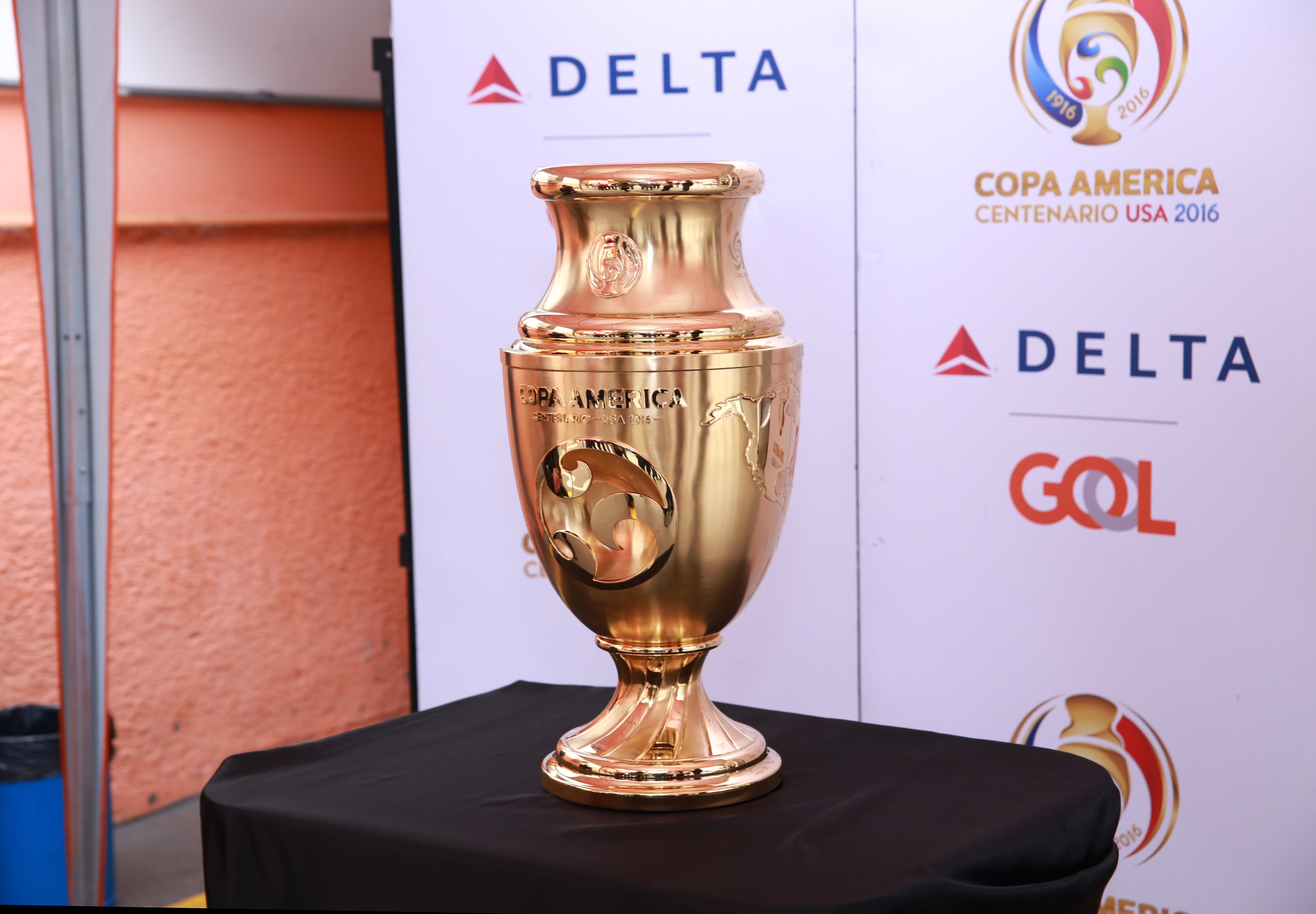
Chiếc cúp đặc biệt

Một chiếc cúp mới được tạo ra dành cho giải đấu và được giới thiệu vào ngày 4 tháng 7 năm 2015 trong trận chung kết Copa América 2015. Không có chiếc cúp nào được công bố trong bối cảnh vụ bê bối tham nhũng của FIFA.

## Lựa chọn chủ nhà
Luis Chiriboga, Chủ tịch Liên đoàn bóng đá Ecuador tuyên bố Hoa Kỳ và Mexico có thể sẽ là chủ nhà của ít nhất một giai đoạn của giải đấu. Hawit ưu tiên giải đấu được tổ chức tại Hoa Kỳ vì lý do tài chính, ông cho rằng "thị trường Hoa Kỳ, sân vận động Hoa Kỳ, con người Hoa Kỳ. Những nghiên cứu của chúng tôi đã thực hiện [cho thấy] mọi thứ đều có ở Hoa Kỳ." Tháng Bảy 2012, Chủ tịch CONCACAF Jeffrey Webb phát biểu đã có nhiều việc về công tác tổ chức đã được hoàn thành.
Ngày 1 tháng 7 năm 2014, thông báo chính thức được đưa ra giải đấu sẽ diễn ra tại Hoa Kỳ từ 3–26 tháng 6 năm 2016.

## Địa điểm thi đấu
Ngày 8 tháng 1 năm 2015, CONCACAF và CONMEBOL cho biết có 24 vùng đô thị của Hoa Kỳ quan tâm tới việc tổ chức các trận đấu.
Các sân vận động sẽ được chọn sau quá trình xin đăng cai, với sức chứa tối thiểu là 50.000. Trong danh sách sân cuối cùng, dự kiến số sân sẽ là từ 8 đến 13, dự kiến được công bố vào tháng 5 năm 2015. Tuy nhiên, danh sách này không được công bố vì thế có suy đoán về việc giải đấu sẽ được di chuyển vì báo động đỏ của Interpol về việc cựu chủ tịch của các liên đoàn CONMEBOL và CONCACAF có liên quan đến vụ tham nhũng của FIFA, trong đó có cả cáo buộc nhận hối lộ để có hợp đồng truyền hình 112.5 triệu USD của sự kiện này. Tuy nhiên, các quan chức CONMEBOL bày tỏ mong muốn giải đấu vẫn diễn ra bình thường bất chấp vụ bê bối.
Ngày 19 tháng 11 năm 2015, mười sân vận động được lựa chọn đã được CONCACAF, CONMEBOL, và Liên đoàn bóng đá Hoa Kỳ công bố.
| Pasadena, California (khu vực Los Angeles) | East Rutherford, New Jersey (khu vực Thành phố New York)                                     | Houston, Texas                                                                               | Philadelphia, Pennsylvania                           |
| ------------------------------------------ | -------------------------------------------------------------------------------------------- | -------------------------------------------------------------------------------------------- | ---------------------------------------------------- |
| Rose Bowl                                  | Sân vận động MetLife                                                                         | Sân vận động NRG                                                                             | Lincoln Financial Field                              |
| Sức chứa: 92.542                           | Sức chứa: 82.566                                                                             | Sức chứa: 71.000                                                                             | Sức chứa: 69.176                                     |
|                                            |                                                                                              |                                                                                              |                                                      |
| Foxborough, Massachusetts (khu vực Boston) | PasadenaGlendaleOrlandoHoustonSeattleChicagoSanta ClaraPhiladelphiaEast RutherfordFoxborough | PasadenaGlendaleOrlandoHoustonSeattleChicagoSanta ClaraPhiladelphiaEast RutherfordFoxborough | Santa Clara, California (khu vực vịnh San Francisco) |
| Sân vận động Gillette                      | PasadenaGlendaleOrlandoHoustonSeattleChicagoSanta ClaraPhiladelphiaEast RutherfordFoxborough | PasadenaGlendaleOrlandoHoustonSeattleChicagoSanta ClaraPhiladelphiaEast RutherfordFoxborough | Sân vận động Levi's                                  |
| Sức chứa: 68.756                           | PasadenaGlendaleOrlandoHoustonSeattleChicagoSanta ClaraPhiladelphiaEast RutherfordFoxborough | PasadenaGlendaleOrlandoHoustonSeattleChicagoSanta ClaraPhiladelphiaEast RutherfordFoxborough | Sức chứa: 68.500                                     |
|                                            | PasadenaGlendaleOrlandoHoustonSeattleChicagoSanta ClaraPhiladelphiaEast RutherfordFoxborough | PasadenaGlendaleOrlandoHoustonSeattleChicagoSanta ClaraPhiladelphiaEast RutherfordFoxborough |                                                      |
| Seattle, Washington                        | Chicago, Illinois                                                                            | Glendale, Arizona (khu vực Phoenix)                                                          | Orlando, Florida                                     |
| CenturyLink Field                          | Soldier Field                                                                                | Sân vận động Đại học Phoenix                                                                 | Sân vận động Camping World                           |
| Sức chứa: 67.000                           | Sức chứa: 63.500                                                                             | Sức chứa: 63.400                                                                             | Sức chứa: 60.219                                     |
|                                            |                                                                                              |                                                                                              |                                                      |

Dưới đây là 14 sân vận động khác có cân nhắc nhưng không được lựa chọn.
| Sân vận động                         | Sức chứa | Thành phố, Bang                       |
| ------------------------------------ | -------- | ------------------------------------- |
| Georgia Dome                         | 71.000   | Atlanta, Georgia                      |
| Sân vận động M&T Bank                | 71.000   | Baltimore, Maryland                   |
| Sân vận động FirstEnergy             | 67.000   | Cleveland, Ohio                       |
| Sports Authority Field tại Mile High | 76.000   | Denver, Colorado                      |
| Ford Field                           | 65.000   | Detroit, Michigan                     |
| Sân vận động Lucas Oil               | 63.000   | Indianapolis, Indiana                 |
| Sân vận động Arrowhead               | 79.500   | Thành phố Kansas, Missouri            |
| Sân vận động Nissan                  | 69.000   | Nashville, Tennessee                  |
| Sân vận động Qualcomm                | 70.000   | San Diego, California                 |
| Edward Jones Dome                    | 66.000   | St. Louis, Missouri                   |
| Sân vận động Raymond James           | 65.000   | Tampa, Florida                        |
| EverBank Field                       | 84.000   | Jacksonville, Florida                 |
| Sân vận động AT&T                    | 80.000   | Arlington, Texas (Dallas)             |
| FedExField                           | 79.000   | Landover, Maryland (Washington, D.C.) |

## Các đội tuyển tham gia

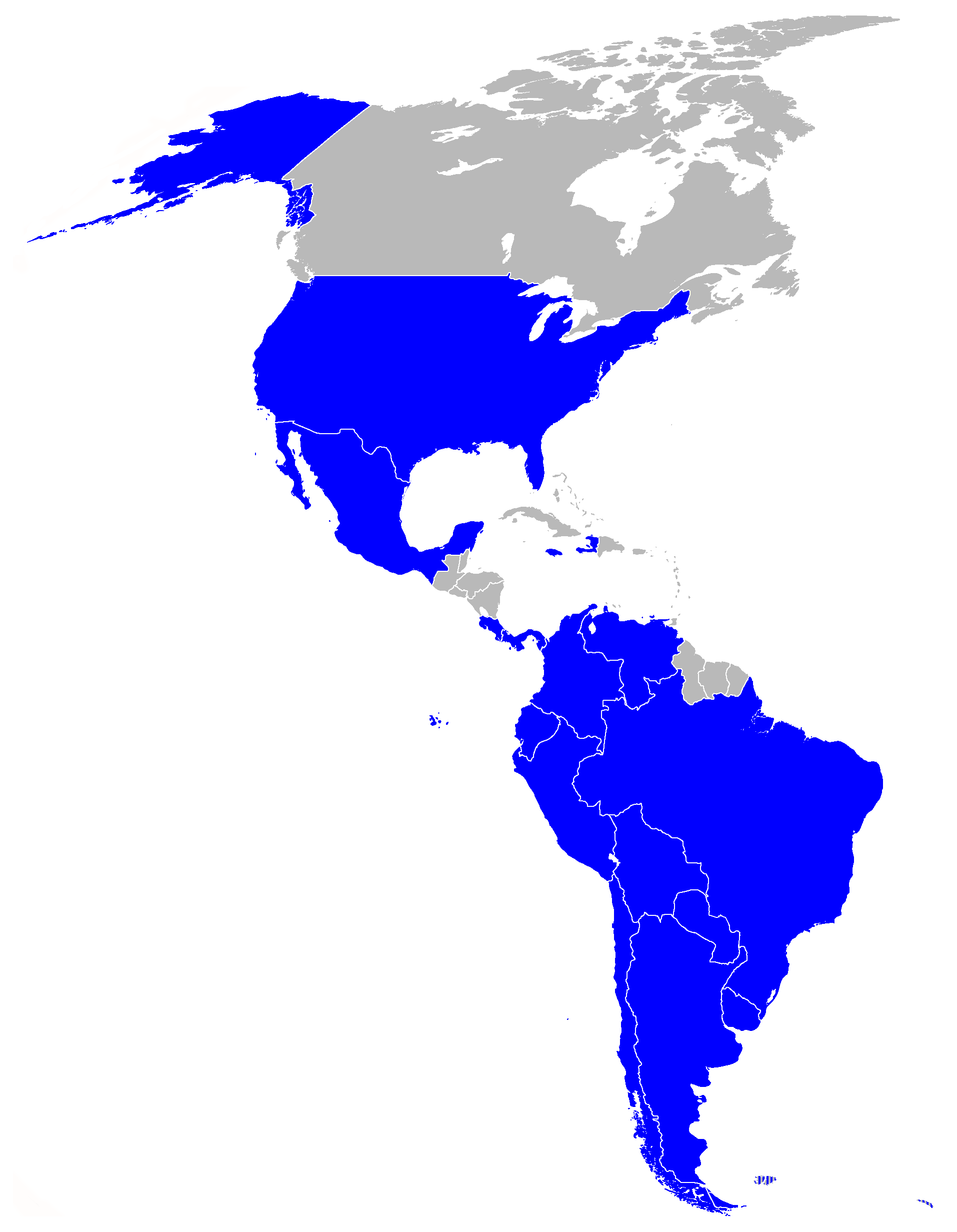
Bản đồ hiển thị các quốc gia tham dự Copa América Centenario

Trong thông báo chính thức về giải đấu, CONMEBOL và CONCACAF xác nhận rằng cả 10 thành viên của CONMEBOL sẽ cùng với 6 đội của CONCACAF sẽ tham dự giải đáu. Hoa Kỳ và Mexico mặc định được tham dự. Bốn suất còn lại dành cho Costa Rica, nhà vô địch của Liên đoàn bóng đá Trung Mỹ nhờ giành Cúp bóng đá Trung Mỹ 2014, Jamaica, nhà vô địch của Liên đoàn bóng đá Caribe nhờ giành Cúp bóng đá Caribe 2014, và hai đội thắng trận play-off giữa 4 đội xếp hạng cao nhất Cúp Vàng CONCACAF 2015.
| CONMEBOL (10 đội) | CONCACAF (6 đội) |
| --- | --- |
| - Argentina - Bolivia - Brasil - Chile (ĐKVĐ Copa América) - Colombia - Ecuador - Paraguay - Perú - Uruguay - Venezuela | - Hoa Kỳ (Chủ nhà và mặc định tham dự) - México (Mặc định tham dự) - Costa Rica (Vô địch Cúp bóng đá Trung Mỹ 2014) - Jamaica (Vô địch Cúp bóng đá Caribe 2014) - Haiti (Thắng Vòng play-off Copa América Centenario) - Panama (Thắng Vòng play-off Copa América Centenario) |

## Bốc thăm
Các hạt giống và kế hoạch thi đấu được công bố vào ngày 17 tháng 12 năm 2015. Hoa Kỳ (Bảng A) là hạt giống do là nước chủ nhà, Argentina (Bảng D) được cho do là đội có thứ hạng FIFA cao nhất của khu vực CONMEBOL tháng 12 năm 2015. Theo một thông cáo báo chí của Soccer United Marketing, Brasil (Bảng B) và Mexico (Bảng C) được chọn là hạt giống do họ là "quốc gia thành công nhất trong 100 năm qua ở các đấu trường quốc tế mà họ đại diện cho liên đoàn châu lục". Lễ bốc thăm Copa America Centenario 2016 sẽ được diễn ra vào Chủ nhật, 21 tháng 2 lúc 7:30 tối ET, tại Hammerstein Ballroom nổi tiếng ở New York City.
| Quốc gia   | Thứ hạng FIFA | Nhóm                    |
| ---------- | ------------- | ----------------------- |
| Argentina  | 2             | Nhóm A (Trước bốc thăm) |
| Brasil     | 6             | Nhóm A (Trước bốc thăm) |
| México     | 22            | Nhóm A (Trước bốc thăm) |
| Hoa Kỳ     | 32            | Nhóm A (Trước bốc thăm) |
| Chile      | 5             | Nhóm B                  |
| Colombia   | 8             | Nhóm B                  |
| Uruguay    | 11            | Nhóm B                  |
| Ecuador    | 13            | Nhóm B                  |
| Costa Rica | 37            | Nhóm C                  |
| Paraguay   | 46            | Nhóm C                  |
| Perú       | 47            | Nhóm C                  |
| Jamaica    | 54            | Nhóm C                  |
| Panama     | 64            | Nhóm D                  |
| Bolivia    | 68            | Nhóm D                  |
| Haiti      | 77            | Nhóm D                  |
| Venezuela  | 83            | Nhóm D                  |

## Đội hình
Tất cả mỗi đội tham dự đều phải đăng ký 23 cầu thủ (trong đó có 3 thủ môn).

## Trọng tài

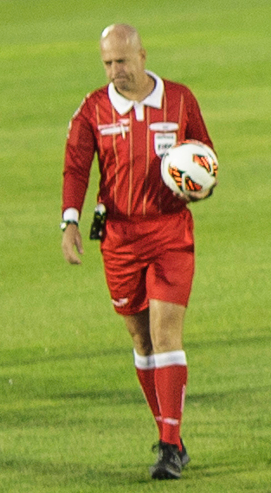
Trọng tài người Heber Lopes bắt chính trận chung kết Copa América Centenario

| Quốc gia    | Trọng tài             | Trợ lý trọng tài                         | Giám sát trận đấu                                                              |
| ----------- | --------------------- | ---------------------------------------- | ------------------------------------------------------------------------------ |
| Argentina   | Patricio Loustau      | Ezequiel Brailovsky Ariel Mariano Scime  | Costa Rica-Paraguay (Bảng A) Uruguay-Venezuela (Bảng C) Peru-Colombia (tứ kết) |
| Bolivia     | Gery Vargas           | Javier Bustillos Juan P. Montaño         | Ecuador-Haiti (Bảng B)                                                         |
| Brasil      | Héber Lopes           | Kléber Gil Bruno Boschilia               | Colombia-Paraguay (Bảng A) Mexico-Chile (tứ kết) Argentina-Chile (chung kết)   |
| Brasil      | Wilton Sampaio        | Gustavo Rossi Alexander Léon             | Mexico-Jamaica (Bảng C)                                                        |
| Chile       | Julio Bascuñán        | Carlos Astroza Christian Schiemann       | Brasil-Ecuador (Bảng B) Hoa Kỳ-Paraguay (Bảng A)                               |
| Colombia    | Wilmar Roldán         | Alexander Guzmán Wilmar Navarro          | Ecuador-Peru (Bảng B) Hoa Kỳ-Ecuador (tứ kết)                                  |
| Colombia    | Wilson Lamouroux      | Alexander Guzmán Corey Parker            | Uruguay-Jamaica (Bảng C)                                                       |
| Costa Rica  | Ricardo Montero       | Octavio Jara Juan Mora                   | Panama-Bolivia (Bảng D)                                                        |
| Cuba        | Yadel Martínez        | Hiran Dopico Cristian Ramírez            | Mexico-Venezuela (Bảng C)                                                      |
| Ecuador     | Roddy Zambrano        | Luis Vera Byron Romero                   | Hoa Kỳ-Costa Rica (Bảng A) \|Chile-Panama (Bảng D)                             |
| El Salvador | Joel Aguilar          | Juan Zumba William Torres                | Argentina-Panama (Bảng D) Colombia-Chile (bán kết)                             |
| Mexico      | Roberto García Orozco | José Luis Camargo Alberto Morín          | Hoa Kỳ-Colombia (Bảng A) Argentina-Venezuela (tứ kết)                          |
| Panama      | Jhon Pitti            | Daniel Williamson Gabriel Victoria       | Haiti-Peru (Bảng B)                                                            |
| Paraguay    | Enrique Cáceres       | Eduardo Cardozo Milciades Saldívar       | Mexico-Uruguay (Bảng C) Hoa Kỳ-Argentina (bán kết)                             |
| Peru        | Víctor Carrillo       | Jorge Luis Yupanqui Namuche Coty Carrera | Jamaica-Venezuela (Bảng C) Argentina-Bolivia (Bảng D)                          |
| Hoa Kỳ      | Mark Geiger           | Charles Morgante Joe Fletcher            | Brasil-Haiti (Bảng B)                                                          |
| Hoa Kỳ      | Jair Marrufo          | Peter Manikowski Corey Rockwell          | Chile-Bolivia (Bảng D)                                                         |
| Uruguay     | Daniel Fedorczuk      | Nicolás Taran Richard Trinidad           | Argentina–Chile (Bảng D) Hoa Kỳ-Colombia (tranh hạng ba)                       |
| Uruguay     | Andrés Cunha          | Nicolás Taran Richard Trinidad           | Argentina-Chile (Bảng D) Brasil-Peru (Bảng B)                                  |
| Venezuela   | José Argote           | Luis Murillo Luis Alfonso Sánchez Pérez  | Colombia-Costa Rica (Bảng A)                                                   |

- Trọng tài bắt chính trận chung kết.

| Quốc gia | Trọng tài bàn          |
| -------- | ---------------------- |
| Brasil   | Wilton Pereira Sampaio |
| Colombia | Wilson Lamouroux       |
| Hoa Kỳ   | Armando Villarreal     |
| Uruguay  | Daniel Fedorczuk       |

| Quốc gia  | Trợ lý trọng tài bàn          |
| --------- | ----------------------------- |
| Argentina | Gustavo Fabián Rossi Fagivoli |
| Colombia  | John Alexander León Sánchez   |
| Paraguay  | Darío Antonio Gaona Rodríguez |
| Hoa Kỳ    | Corey Parker                  |

## Lễ khai mạc
Lễ khai mạc Copa América Centenario diễn ra tại Sân vận động Levi's ở Santa Clara với sự thể hiện của ca sĩ người Colombia J Balvin, ca sĩ người Mỹ Jason Derulo và ban nhạc Canada Magic!

## Vòng bảng
Giờ thi đấu tính theo giờ địa phương (UTC-4).

### Bảng A
| VT | Đội        | ST | T | H | B | BT | BB | HS | Đ | Giành quyền tham dự |
| -- | ---------- | -- | - | - | - | -- | -- | -- | - | ------------------- |
| 1  | Hoa Kỳ (H) | 3  | 2 | 0 | 1 | 5  | 2  | +3 | 6 | Vòng loại trực tiếp |
| 2  | Colombia   | 3  | 2 | 0 | 1 | 6  | 4  | +2 | 6 | Vòng loại trực tiếp |
| 3  | Costa Rica | 3  | 1 | 1 | 1 | 3  | 6  | −3 | 4 |                     |
| 4  | Paraguay   | 3  | 0 | 1 | 2 | 1  | 3  | −2 | 1 |                     |

| Hoa Kỳ | 0–2                                     | Colombia                             |
| ------ | --------------------------------------- | ------------------------------------ |
|        | Chi tiết (CONMEBOL) Chi tiết (CONCACAF) | C. Zapata 8' · Rodríguez 42' (ph.đ.) |

| Costa Rica | 0–0                                     | Paraguay |
| ---------- | --------------------------------------- | -------- |
|            | Chi tiết (CONMEBOL) Chi tiết (CONCACAF) |          |

| Hoa Kỳ                                               | 4–0                                     | Costa Rica |
| ---------------------------------------------------- | --------------------------------------- | ---------- |
| Dempsey 9' (ph.đ.) · Jones 37' · Wood 42' · Zusi 87' | Chi tiết (CONMEBOL) Chi tiết (CONCACAF) |            |

| Colombia                  | 2–1                                     | Paraguay  |
| ------------------------- | --------------------------------------- | --------- |
| Bacca 12' · Rodríguez 30' | Chi tiết (CONMEBOL) Chi tiết (CONCACAF) | Ayala 71' |

| Hoa Kỳ      | 1–0                                     | Paraguay |
| ----------- | --------------------------------------- | -------- |
| Dempsey 27' | Chi tiết (CONMEBOL) Chi tiết (CONCACAF) |          |

| Colombia                | 2–3                                     | Costa Rica                                 |
| ----------------------- | --------------------------------------- | ------------------------------------------ |
| Fabra 7' · M.Moreno 73' | Chi tiết (CONMEBOL) Chi tiết (CONCACAF) | Venegas 2' · Fabra 34' (l.n.) · Borges 58' |

### Bảng B
| VT | Đội     | ST | T | H | B | BT | BB | HS  | Đ | Giành quyền tham dự |
| -- | ------- | -- | - | - | - | -- | -- | --- | - | ------------------- |
| 1  | Perú    | 3  | 2 | 1 | 0 | 4  | 2  | +2  | 7 | Vòng loại trực tiếp |
| 2  | Ecuador | 3  | 1 | 2 | 0 | 6  | 2  | +4  | 5 | Vòng loại trực tiếp |
| 3  | Brasil  | 3  | 1 | 1 | 1 | 7  | 2  | +5  | 4 |                     |
| 4  | Haiti   | 3  | 0 | 0 | 3 | 1  | 12 | −11 | 0 |                     |

| Haiti | 0–1                                     | Perú         |
| ----- | --------------------------------------- | ------------ |
|       | Chi tiết (CONMEBOL) Chi tiết (CONCACAF) | Guerrero 61' |

| Brasil | 0–0                                     | Ecuador |
| ------ | --------------------------------------- | ------- |
|        | Chi tiết (CONMEBOL) Chi tiết (CONCACAF) |         |

| Brasil                                                                           | 7–1                                     | Haiti        |
| -------------------------------------------------------------------------------- | --------------------------------------- | ------------ |
| Coutinho 14', 29', 90+2' · Renato Agusto 35', 86' · Gabriel 59' · Lucas Lima 68' | Chi tiết (CONMEBOL) Chi tiết (CONCACAF) | Marcelin 70' |

| Ecuador                       | 2–2                                     | Perú                  |
| ----------------------------- | --------------------------------------- | --------------------- |
| E. Valencia 39' · Bolaños 48' | Chi tiết (CONMEBOL) Chi tiết (CONCACAF) | Cueva 5' · Flores 13' |

| Ecuador                                                     | 4–0                                     | Haiti |
| ----------------------------------------------------------- | --------------------------------------- | ----- |
| E. Valencia 11' · J.Ayoví 20' · Noboa 57' · A. Valencia 78' | Chi tiết (CONMEBOL) Chi tiết (CONCACAF) |       |

| Brasil | 0–1                                     | Perú        |
| ------ | --------------------------------------- | ----------- |
|        | Chi tiết (CONMEBOL) Chi tiết (CONCACAF) | Ruidíaz 75' |

### Bảng C
| VT | Đội       | ST | T | H | B | BT | BB | HS | Đ | Giành quyền tham dự |
| -- | --------- | -- | - | - | - | -- | -- | -- | - | ------------------- |
| 1  | México    | 3  | 2 | 1 | 0 | 6  | 2  | +4 | 7 | Vòng loại trực tiếp |
| 2  | Venezuela | 3  | 2 | 1 | 0 | 3  | 1  | +2 | 7 | Vòng loại trực tiếp |
| 3  | Uruguay   | 3  | 1 | 0 | 2 | 4  | 4  | 0  | 3 |                     |
| 4  | Jamaica   | 3  | 0 | 0 | 3 | 0  | 6  | −6 | 0 |                     |

| Jamaica | 0–1                                     | Venezuela    |
| ------- | --------------------------------------- | ------------ |
|         | Chi tiết (CONMEBOL) Chi tiết (CONCACAF) | Martínez 16' |

| México                                             | 3–1                                     | Uruguay   |
| -------------------------------------------------- | --------------------------------------- | --------- |
| A. Pereira 4' (l.n.) · Márquez 85' · Herrera 90+3' | Chi tiết (CONMEBOL) Chi tiết (CONCACAF) | Godín 74' |

| Uruguay | 0–1                                     | Venezuela  |
| ------- | --------------------------------------- | ---------- |
|         | Chi tiết (CONMEBOL) Chi tiết (CONCACAF) | Rondón 36' |

| México                      | 2–0                                     | Jamaica |
| --------------------------- | --------------------------------------- | ------- |
| Hernández 18' · Peralta 81' | Chi tiết (CONMEBOL) Chi tiết (CONCACAF) |         |

| México           | 1–1                                     | Venezuela     |
| ---------------- | --------------------------------------- | ------------- |
| J. M. Corona 80' | Chi tiết (CONMEBOL) Chi tiết (CONCACAF) | Velázquez 10' |

| Uruguay                                        | 3–0                                     | Jamaica |
| ---------------------------------------------- | --------------------------------------- | ------- |
| Hernández 21' · Watson 66' (l.n.) · Corujo 88' | Chi tiết (CONMEBOL) Chi tiết (CONCACAF) |         |

### Bảng D
| VT | Đội       | ST | T | H | B | BT | BB | HS | Đ | Giành quyền tham dự |
| -- | --------- | -- | - | - | - | -- | -- | -- | - | ------------------- |
| 1  | Argentina | 3  | 3 | 0 | 0 | 10 | 1  | +9 | 9 | Vòng loại trực tiếp |
| 2  | Chile     | 3  | 2 | 0 | 1 | 7  | 5  | +2 | 6 | Vòng loại trực tiếp |
| 3  | Panama    | 3  | 1 | 0 | 2 | 4  | 10 | −6 | 3 |                     |
| 4  | Bolivia   | 3  | 0 | 0 | 3 | 2  | 7  | −5 | 0 |                     |

| Panama         | 2–1                                     | Bolivia  |
| -------------- | --------------------------------------- | -------- |
| Pérez 11', 87' | Chi tiết (CONMEBOL) Chi tiết (CONCACAF) | Arce 54' |

| Argentina                 | 2–1                                     | Chile            |
| ------------------------- | --------------------------------------- | ---------------- |
| Di María 51' · Banega 59' | Chi tiết (CONMEBOL) Chi tiết (CONCACAF) | Fuenzalida 90+3' |

| Chile                     | 2–1                                     | Bolivia    |
| ------------------------- | --------------------------------------- | ---------- |
| Vidal 46', 90+10' (ph.đ.) | Chi tiết (CONMEBOL) Chi tiết (CONCACAF) | Campos 61' |

| Argentina                                      | 5–0                                     | Panama |
| ---------------------------------------------- | --------------------------------------- | ------ |
| Otamendi 7' · Messi 68', 78', 87' · Agüero 90' | Chi tiết (CONMEBOL) Chi tiết (CONCACAF) |        |

| Chile                              | 4–2                                     | Panama                  |
| ---------------------------------- | --------------------------------------- | ----------------------- |
| Vargas 15', 43' · Sánchez 50', 89' | Chi tiết (CONMEBOL) Chi tiết (CONCACAF) | Camargo 5' · Arroyo 75' |

| Argentina                             | 3–0                                     | Bolivia |
| ------------------------------------- | --------------------------------------- | ------- |
| Lamela 13' · Lavezzi 15' · Cuesta 32' | Chi tiết (CONMEBOL) Chi tiết (CONCACAF) |         |

## Vòng đấu loại trực tiếp
|  | Tứ kết                       | Tứ kết               |                             |       | Bán kết       | Bán kết       |  |  | Chung kết | Chung kết |
|  |                              |                      |                             |       |               |               |  |  |           |           |
|  | 16 tháng 6 – Seattle         |                      |                             |       |               |               |  |  |           |           |
|  |                              |                      |                             |       |               |               |  |  |           |           |
|  | Hoa Kỳ                       | 2                    |                             |       |               |               |  |  |           |           |
|  | Hoa Kỳ                       | 2                    | 21 tháng 6 – Houston        |       |               |               |  |  |           |           |
|  | Ecuador                      | 1                    |                             |       |               |               |  |  |           |           |
|  | Ecuador                      | 1                    | Hoa Kỳ                      | 0     |               |               |  |  |           |           |
|  | 18 tháng 6 – Foxborough      |                      | Hoa Kỳ                      | 0     |               |               |  |  |           |           |
|  |                              | Argentina            | 4                           |       |               |               |  |  |           |           |
|  | Argentina                    | Argentina            | 4                           | 4     |               |               |  |  |           |           |
|  | Argentina                    |                      | 26 tháng 6– East Rutherford | 4     |               |               |  |  |           |           |
|  | Venezuela                    | 1                    |                             |       |               |               |  |  |           |           |
|  | Venezuela                    | 1                    | Argentina                   | 0 (2) |               |               |  |  |           |           |
|  | 17 tháng 6 – East Rutherford |                      | Argentina                   | 0 (2) |               |               |  |  |           |           |
|  |                              | Chile                | 0 (4)                       |       |               |               |  |  |           |           |
|  | Perú                         | Chile                | 0 (4)                       | 0 (2) |               |               |  |  |           |           |
|  | Perú                         | 22 tháng 6 – Chicago |                             | 0 (2) |               |               |  |  |           |           |
|  | Colombia                     | 0 (4)                |                             |       |               |               |  |  |           |           |
|  | Colombia                     | 0 (4)                | Colombia                    | 0     |               |               |  |  |           |           |
|  | 18 tháng 6 – Santa Clara     |                      | Colombia                    | 0     |               |               |  |  |           |           |
|  |                              | Chile                | 2                           |       | Tranh hạng ba | Tranh hạng ba |  |  |           |           |
|  | México                       | Chile                | 2                           | 0     | Tranh hạng ba | Tranh hạng ba |  |  |           |           |
|  | México                       |                      | 25 tháng 6– Glendale        | 0     |               |               |  |  |           |           |
|  | Chile                        | 7                    |                             |       |               |               |  |  |           |           |
|  | Chile                        | 7                    | Hoa Kỳ                      | 0     |               |               |  |  |           |           |
|  |                              |                      |                             |       |               |               |  |  |           |           |
|  | Colombia                     | 1                    |                             |       |               |               |  |  |           |           |
|  | Colombia                     | 1                    |                             |       |               |               |  |  |           |           |

### Tứ kết
| Hoa Kỳ                   | 2–1                                     | Ecuador    |
| ------------------------ | --------------------------------------- | ---------- |
| Dempsey 22' · Zardes 65' | Chi tiết (CONMEBOL) Chi tiết (CONCACAF) | Arroyo 74' |

| Perú                             | 0–0                                     | Colombia                                 |
| -------------------------------- | --------------------------------------- | ---------------------------------------- |
|                                  | Chi tiết (CONMEBOL) Chi tiết (CONCACAF) |                                          |
| Loạt sút luân lưu                |                                         |                                          |
| Ruidíaz · Tapia · Trauco · Cueva | 2–4                                     | Rodríguez · Cuadrado · D. Moreno · Pérez |

| Argentina                                | 4–1                                     | Venezuela  |
| ---------------------------------------- | --------------------------------------- | ---------- |
| Higuaín 8', 28' · Messi 60' · Lamela 71' | Chi tiết (CONMEBOL) Chi tiết (CONCACAF) | Rondón 70' |

| México | 0–7                                     | Chile                                                   |
| ------ | --------------------------------------- | ------------------------------------------------------- |
|        | Chi tiết (CONMEBOL) Chi tiết (CONCACAF) | Puch 16', 88' · Vargas 44', 52', 58', 74' · Sánchez 49' |

### Bán kết
| Hoa Kỳ | 0–4                                     | Argentina                                 |
| ------ | --------------------------------------- | ----------------------------------------- |
|        | Chi tiết (CONMEBOL) Chi tiết (CONCACAF) | Lavezzi 3' · Messi 32' · Higuaín 50', 86' |

| Colombia | 0–2                                     | Chile                        |
| -------- | --------------------------------------- | ---------------------------- |
|          | Chi tiết (CONMEBOL) Chi tiết (CONCACAF) | Aránguiz 7' · Fuenzalida 11' |

### Tranh hạng ba
| Hoa Kỳ | 0–1                                     | Colombia  |
| ------ | --------------------------------------- | --------- |
|        | Chi tiết (CONMEBOL) Chi tiết (CONCACAF) | Bacca 31' |

### Chung kết
| Argentina                            | 0–0 (s.h.p.)                            | Chile                                                    |
| ------------------------------------ | --------------------------------------- | -------------------------------------------------------- |
|                                      | Chi tiết (CONMEBOL) Chi tiết (CONCACAF) |                                                          |
| Loạt sút luân lưu                    |                                         |                                                          |
| Messi · Mascherano · Agüero · Biglia | 2–4                                     | Vidal · Nicolás Castillo · Aránguiz · Beausejour · Silva |

## Cầu thủ ghi bàn
Đã có 91 bàn thắng ghi được trong 32 trận đấu, trung bình 2.84 bàn thắng mỗi trận đấu.
5 bàn thắng
- Lionel Messi

4 bàn thắng
- Gonzalo Higuaín

3 bàn thắng
- Philippe Coutinho
- Alexis Sánchez
- Clint Dempsey

2 bàn thắng
- Érik Lamela
- Ezequiel Lavezzi
- Renato Agusto
- José Pedro Fuenzalida
- Édson Puch
- Arturo Vidal
- Carlos Bacca
- James Rodríguez
- Enner Valencia
- Blas Pérez
- Salomón Rondón

1 bàn thắng
- Sergio Agüero
- Éver Banega
- Víctor Cuesta
- Ángel Di María
- Nicolás Otamendi
- Juan Carlos Arce
- Jhasmani Campos
- Gabriel
- Lucas Lima
- Charles Aránguiz
- Frank Fabra
- Marlos Moreno
- Cristián Zapata
- Celso Borges
- Johan Venegas
- Michael Arroyo
- Jamie Ayoví
- Miler Bolaños
- Christian Noboa
- Antonio Valencia
- James Marcelin
- Jesús Manuel Corona
- Héctor Herrera
- Rafael Márquez
- Javier Hernández
- Oribe Peralta
- Abdiel Arroyo
- Miguel Camargo
- Víctor Ayala
- Christian Cueva
- Edison Flores
- Paolo Guerrero
- Raúl Ruidíaz
- Jermaine Jones
- Bobby Wood
- Gyasi Zardes
- Graham Zusi
- Mathías Corujo
- Diego Godín
- Abel Hernández
- Josef Martínez
- José Manuel Velázquez

1 bàn phản lưới nhà
- Frank Fabra (trong trận gặp Costa Rica)
- Je-Vaughn Watson (trong trận gặp Uruguay)
- Álvaro Pereira (trong trận gặp Mexico)

## Các giải thưởng

### Giải thưởng cá nhân
Các giải thưởng được trao sau khi giải đấu kết thúc.
- Quả bóng vàng:  Alexis Sánchez
- Chiếc giày vàng:  Eduardo Vargas
- Găng tay vàng:  Claudio Bravo
- Đội đoạt giải phong cách:  Argentina

### Đội hình tiêu biểu
Đội hình tiêu biểu của Copa América Centenario được bình chọn bởi Best XI.
Thủ môn
- Claudio Bravo

Hậu vệ
- Mauricio Isla
- Nicolás Otamendi
- Gary Medel
- Jean Beausejour

Tiển vệ
- Javier Mascherano
- Arturo Vidal
- Charles Aránguiz

Tiền đạo
- Lionel Messi
- Eduardo Vargas
- Alexis Sánchez

### Bảng xếp hạng giải đấu
| VT | Đội        | ST | T | H | B | BT | BB | HS  | Đ  | Kết quả chung cuộc  |
| -- | ---------- | -- | - | - | - | -- | -- | --- | -- | ------------------- |
| 1  | Chile      | 6  | 4 | 1 | 1 | 16 | 5  | +11 | 13 | Vô địch             |
| 2  | Argentina  | 6  | 5 | 1 | 0 | 18 | 2  | +16 | 16 | Á quân              |
| 3  | Colombia   | 6  | 3 | 1 | 2 | 7  | 6  | +1  | 10 | Hạng ba             |
| 4  | Hoa Kỳ (H) | 6  | 3 | 0 | 3 | 7  | 8  | −1  | 9  | Hạng tư             |
|    |            |    |   |   |   |    |    |     |    |                     |
| 5  | Perú       | 4  | 2 | 2 | 0 | 4  | 2  | +2  | 8  | Bị loại ở tứ kết    |
| 6  | Venezuela  | 4  | 2 | 1 | 1 | 4  | 5  | −1  | 7  | Bị loại ở tứ kết    |
| 7  | México     | 4  | 2 | 1 | 1 | 6  | 9  | −3  | 7  | Bị loại ở tứ kết    |
| 8  | Ecuador    | 4  | 1 | 2 | 1 | 7  | 4  | +3  | 5  | Bị loại ở tứ kết    |
|    |            |    |   |   |   |    |    |     |    |                     |
| 9  | Brasil     | 3  | 1 | 1 | 1 | 7  | 2  | +5  | 4  | Bị loại ở vòng bảng |
| 10 | Costa Rica | 3  | 1 | 1 | 1 | 3  | 6  | −3  | 4  | Bị loại ở vòng bảng |
| 11 | Uruguay    | 3  | 1 | 0 | 2 | 4  | 4  | 0   | 3  | Bị loại ở vòng bảng |
| 12 | Panama     | 3  | 1 | 0 | 2 | 4  | 10 | −6  | 3  | Bị loại ở vòng bảng |
| 13 | Paraguay   | 3  | 0 | 1 | 2 | 1  | 3  | −2  | 1  | Bị loại ở vòng bảng |
| 14 | Bolivia    | 3  | 0 | 0 | 3 | 2  | 7  | −5  | 0  | Bị loại ở vòng bảng |
| 15 | Jamaica    | 3  | 0 | 0 | 3 | 0  | 6  | −6  | 0  | Bị loại ở vòng bảng |
| 16 | Haiti      | 3  | 0 | 0 | 3 | 1  | 12 | −11 | 0  | Bị loại ở vòng bảng |

### Tài trợ
| Các nhà tài trợ | |
| --- | --- |
| \| - Anheuser-Busch InBev (Brahma, Budweiser, Corona, Quilmes) - Coca-Cola - Delta Air Lines - Ford Motor Company - Makita - MasterCard - Nike, Inc. \| - Procter & Gamble (Ariel, Gillette, Head & Shoulders, Oral-B, Pampers, Vicks) - PPG Industries (Comex Group) - Samsung Electronics - State Farm Insurance - Sprint Corporation - TAG Heuer - Total S.A. \| | |
| - Anheuser-Busch InBev (Brahma, Budweiser, Corona, Quilmes) - Coca-Cola - Delta Air Lines - Ford Motor Company - Makita - MasterCard - Nike, Inc. | - Procter & Gamble (Ariel, Gillette, Head & Shoulders, Oral-B, Pampers, Vicks) - PPG Industries (Comex Group) - Samsung Electronics - State Farm Insurance - Sprint Corporation - TAG Heuer - Total S.A. |

## Truyền thông

### CONCACAF và CONMEBOL
| Quốc gia   | Đài truyền hình                                                          | Ghi chú       |
| ---------- | ------------------------------------------------------------------------ | ------------- |
| UNASUR     | DirecTV Sports                                                           |               |
| Argentina  | Truyền hình Công cộng Argentina, Telefe, El Trece, TyC Sports            |               |
| Bolivia    | Gigavision                                                               |               |
| Brazil     | Rede Globo, SporTV                                                       |               |
| Canada     | Univision Canada (tiếng Tây Ban Nha), Ici Radio-Canada Télé (tiếng Pháp) | [ 32 ]        |
| Chile      | Canal 13, Fox Sports Chile                                               |               |
| Colombia   | RCN TV, Caracol TV                                                       |               |
| Costa Rica | Repretel, Teletica                                                       | [ 33 ]        |
| Cuba       | Đài Truyền hình Quốc gia Cuba                                            |               |
| Ecuador    | Ecuavisa                                                                 |               |
| Haiti      | Conatel                                                                  |               |
| Jamaica    | CVM TV                                                                   |               |
| Mexico     | Televisa, TV Azteca                                                      |               |
| Panama     | Telemetro, RPC-TV                                                        |               |
| Paraguay   | Paravisión, LaTele, Telefuturo, SNT, Unicanal, TV Pública Paraguay       |               |
| Peru       | América Televisión                                                       |               |
| Hoa Kỳ     | Fox Sports (tiếng Anh), Univision (tiếng Tây Ban Nha)                    | [ 34 ] [ 35 ] |
| Uruguay    | Teledoce, Canal 10                                                       |               |
| Venezuela  | Venevisión, IVC Network                                                  |               |

### Các quốc gia khác
| Quốc gia                                                                  | Đài truyền hình                                 | Ghi chú              |  |
| ------------------------------------------------------------------------- | ----------------------------------------------- | -------------------- |  |
| Úc                                                                        | beIN Sports Australia, SBS                      | [ 36 ]               |  |
| Azerbaijan                                                                | CBC Sport                                       |                      |  |
| Balkan - Serbia - Bosna và Hercegovina - Croatia - Montenegro - Macedonia | Arena Sport                                     |                      |  |
| Baltic - Estonia - Latvia - Litva                                         | Viasat Sport Baltic                             | [ 37 ] [ 38 ] [ 39 ] |  |
| Trung Quốc                                                                | BTV, CCTV, SMG                                  |                      |  |
| Guinea Xích Đạo                                                           | RTVGE, Asonga TV                                |                      |  |
| Pháp                                                                      | beIN Sports, Canal+                             |                      |  |
| Đức                                                                       | Sat.1, Kabel eins                               | [ 40 ]               |  |
| Hy Lạp                                                                    | Skai TV                                         | [ 41 ]               |  |
| Hồng Kông                                                                 | now TV, ViuTV                                   | [ 42 ]               |  |
| Iceland                                                                   | Stöð 2 Sport                                    |                      |  |
| Ấn Độ                                                                     | Sony ESPN, Sony ESPN HD                         |                      |  |
| Indonesia                                                                 | Kompas TV                                       | [ 43 ]               |  |
| Ireland                                                                   | Setanta Ireland                                 | [ 44 ]               |  |
| Israel                                                                    | Sport 1                                         |                      |  |
| Ý                                                                         | Sky Italia                                      | [ 45 ]               |  |
| Nhật Bản                                                                  | NHK, TBS, TV Asahi, TV Tokyo, SKY PerfecTV!     |                      |  |
| Kenya                                                                     | Startimes                                       |                      |  |
| Malaysia                                                                  | Astro, RTM                                      |                      |  |
| Myanmar                                                                   | Sky Net                                         |                      |  |
| Hà Lan                                                                    | Fox Sports (Hà Lan), NOS                        | [ 46 ]               |  |
| New Zealand                                                               | Sky Sport                                       | [ 47 ]               |  |
| Nigeria                                                                   | Startimes                                       |                      |  |
| Na Uy                                                                     | Viaplay                                         | [ 48 ]               |  |
| Philippines                                                               | ABS-CBN Sports and Action, GMA Network, Sports5 |                      |  |
| Ba Lan                                                                    | TVP                                             | [ 49 ]               |  |
| Bồ Đào Nha                                                                | TVI                                             | [ 50 ]               |  |
| Nga                                                                       | Kênh truyền hình số 1, VGTRK, Match TV          |                      |  |
| Singapore                                                                 | StarHub TV, Singtel TV                          | [ 51 ]               |  |
| Nam Phi                                                                   | Startimes, Supersport                           |                      |  |
| Hàn Quốc                                                                  | KBS                                             |                      |  |
| Tây Ban Nha                                                               | Movistar+                                       | [ 52 ]               |  |
| Châu Phi Sahara                                                           | Startimes                                       |                      |  |
| Thụy Điển                                                                 | Viasat Sport                                    | [ 53 ]               |  |
| Đài Loan                                                                  | CTV, TTV, CTi TV                                |                      |  |
| Thái Lan                                                                  | True Visions                                    |                      |  |
| Thổ Nhĩ Kỳ                                                                | A Spor, A Haber                                 |                      |  |
| Vương quốc Anh                                                            | Premier Sports                                  | [ 54 ]               |  |
| Việt Nam                                                                  | VTVCab, SCTV, YanTV                             |                      |  |